# Jean-Claude Lagarde
Pour les articles homonymes, voir Lagarde.
Jean-Claude Lagarde, né le 25 novembre 1960, est un joueur de pétanque français. 

## Clubs
- ?-? : Pétanque l'Ecusson Toulouse (Haute-Garonne)

## Palmarès[1],[2]

### Séniors

#### Championnats du monde
Troisième
- Triplette 1984 (avec Daniel Dejean et Jean-Michel Ferrand) :  Équipe de France

#### Jeux mondiaux
Vainqueur
- Triplette 1985 (avec Jean-Michel Ferrand et Daniel Dejean) :  Équipe de France[3]

#### Championnats de France
Champion de France
- Triplette 1991 (avec Jean-Michel Ferrand et Philippe Rouquie) : Pétanque l'Ecusson Toulouse

Finaliste
- Triplette 1984 (avec Daniel Dejean et Jean-Michel Ferrand)